# Holy Diver
Holy Diver – pierwszy album studyjny amerykańskiej grupy muzycznej Dio. Zawiera jedne z najbardziej znanych dokonań tej grupy (Don't Talk to Strangers, Holy Diver, Rainbow in the Dark).

## Lista utworów
1. Stand Up and Shout – 3:06
2. Holy Diver – 5:51
3. Gypsy – 3:39
4. Caught in the Middle – 4:14
5. Don't Talk to Strangers – 4:53
6. Straight Through the Heart – 4:31
7. Invisible – 5:24
8. Rainbow in the Dark – 4:21
9. Shame on the Night – 5:20
10. - 19. Ronnie James Dio audio interview (tylko reedycja 2005 Universal, Mercury)

## Twórcy
- Ronnie James Dio – wokal, klawisze
- Vivian Campbell – gitara
- Jimmy Bain – gitara basowa, klawisze
- Vinny Appice – perkusja